# James Alexandrou
James Alekos Alexandrou (Islington, Londres; 12 de abril de 1985) es un actor británico, más conocido por interpretar a Martin Fowler en la serie EastEnders.

## Biografía
Es hijo de un griego y una inglesa, tiene una hermana gemela llamada, Antoinette Alexandrou.
Es muy buen amigo de la actriz Natalie Cassidy. Fue muy buen amigo de las ahora fallecidas Amy Winehouse y la actriz Wendy Richard, quien interpretó a su madre en EastEnders.
En abril del 2006 salió con la actriz Kara Tointon, sin embargo la relación terminó en noviembre del 2007.
Actualmente sale con una joven.

## Carrera
En 1996 se unió al elenco de la exitosa serie británica EastEnders donde interpretó Martin Fowler, hasta el 2 de febrero de 2007. De 1985 a 1996 Martin fue interpretado por el actor Jon Peyton Price de pequeño.
En el 2003 participó en el programa The Weakest Link, durante la edición de celebridades y la ganó.
En el 2007 apareció en la obra The Homecoming, de Harold Pinter. Ese mismo año interpretó a Pistol en la obra Henry V y a Orlando en As You Like It. 
En el 2008 apareció en la nueva obra de Steven Hevey, In My Name la cual fue puesta en escena en el Teatro Old Red Lion. Ese mismo año apareció en All Quiet en el Nottingham Playhouse.
En marzo del 2009 interpretó a Romeo en la obra Romeo & Juliet. En octubre del mismo año se unió a las actrices Natalie Cassidy y Nina Wadia para aparecer en unos cortos cómicos para la BBC Raw Words.
En el 2011 filmó su primer largometraje Semper Fidel en Cuba. Ese mismo año apareció en las películas Life Outside y en Lethal donde interpretó a Lewis.

## Filmografía

### Series de televisión
| Año         | Título         | Personaje     | Notas          |
| ----------- | -------------- | ------------- | -------------- |
| 2015        | Silent Witness | Carl Parry    | 2 episodios    |
| 2010        | Mising         | Andy Garsdale | episodio # 2.5 |
| 1996 - 2007 | EastEnders     | Martin Fowler | 677 episodios  |

### Películas
| Año  | Título       | Personaje | Notas                         |
| ---- | ------------ | --------- | ----------------------------- |
| 2011 | Semper Fidel | -         | junto a Blanca Rosa Blanco    |
| 2011 | Life Outside | Liam      | junto a Bill Hutchens         |
| 2011 | Lethal       | Lewis     | junto a Alan Ford & Jay Brown |

### Apariciones
| Año  | Programa         | Notas       |
| ---- | ---------------- | ----------- |
| 2003 | The Weakest Link | concursante |

## Teatro
| Año  | Obra           | Personaje | Notas                        |
| ---- | -------------- | --------- | ---------------------------- |
| 2009 | Romeo & Juliet | Romeo     | -                            |
| 2008 | All Quiet      | -         | Nottingham Playhpuse Theatre |
| 2008 | In My Name     | -         | Old Red Lion Theatre         |
| 2007 | Henry V        | Pistol    | -                            |
| 2007 | The Homecoming | -         | -                            |
| 2007 | As You Like It | Orlando   | -                            |